# Кетрін Троттер
Кетрін Троттер Кокберн (англ. Catharine Trotter Cockburn; 16 серпня 1679, Лондон — 11 травня 1749, Лонґгорслі, Велика Британія) — англійська романістка, драматургиня і філософка, авторка праць із моральної філософії та богословських трактатів.

## Життєпис
Народилася в Лондоні 1674 або 1679 року в шотландській сім'ї. Її батько, капітан Девід Троттер, отримав високу оцінку з боку короля Карла II та герцога Йоркського, а мати Сара Белленден належала до відомої аристократичної родини.
Кетрін, молодша в сім'ї, вирізнялася проникливим розумом. Вона не здобула систематичної освіти, але сама вивчила французьку мову і, за допомоги друга, латину. Від ранніх років цікавилася філософією.
Кетрін Троттер почала писати вірші у віці 14 років. Тоді ж вона анонімно опублікувала перший роман «Пригоди молодої леді», який пізніше назвала «Пригоди Олінди».
Її першу п'єсу «Агнес де Кастро» поставлено двома роками пізніше, 1695 року, в Королівському театрі на Друрі-Лейн, і надруковано наступного року. Ця трагедія ґрунтувалася на англійському перекладі Афри Бен однойменної французької новели.

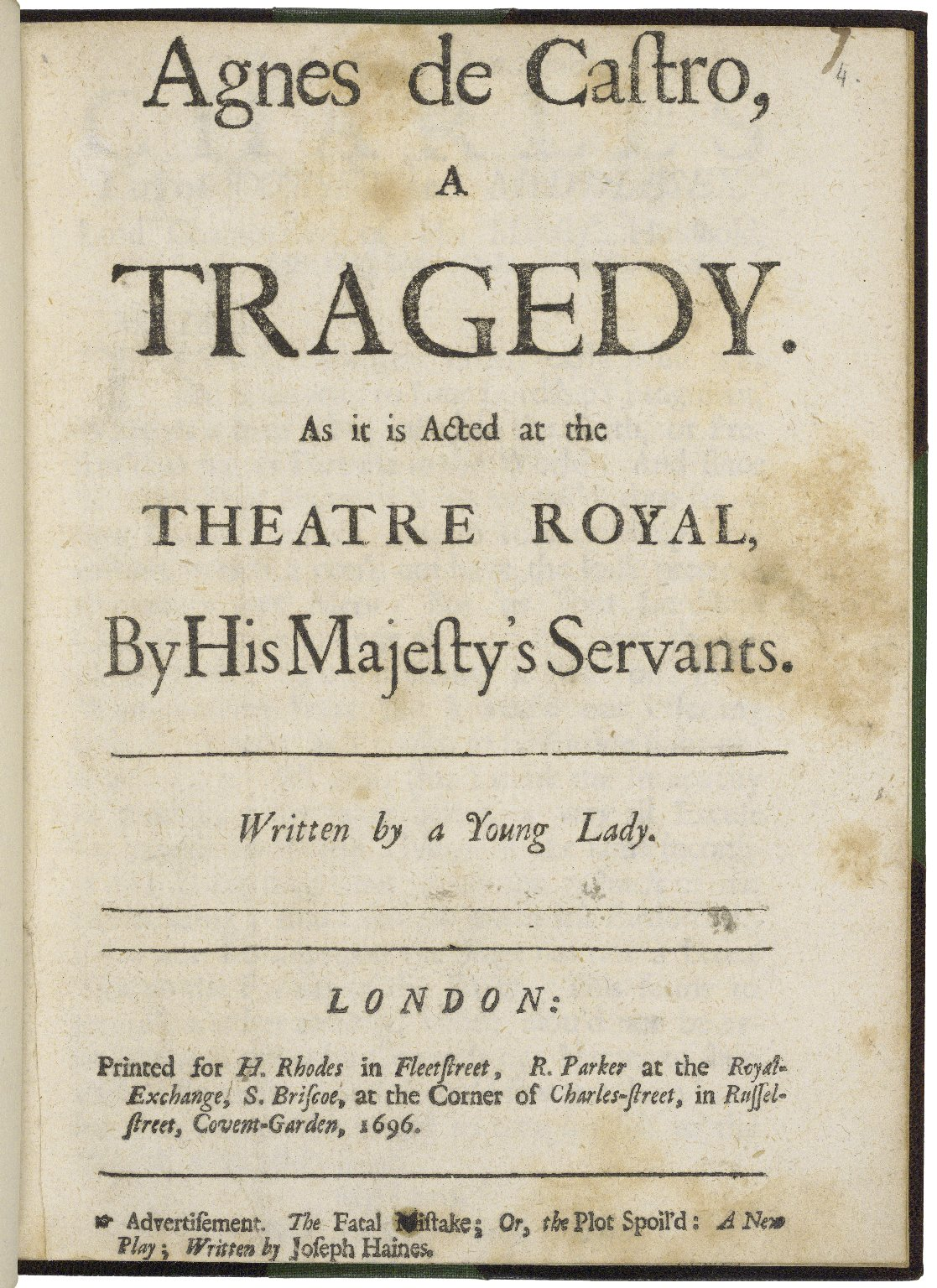

1698 року в театрі в Лінкольн-Інн-Філдс представлено її другу трагедію і, мабуть, найпопулярнішу п'єсу «Фатальна дружба».
1700 року вона була однією з англійських поетес, які під іменами Дев'яти муз оплакували смерть Джона Драйден.
На початку 1701 року в Королівському театрі поставлено її комедію «Нещасний покутник» та опубліковано в травні того ж року. Пізніше того ж року в театрі Друрі-лейн представлено її третю трагедію «Нещасна кається». Також 1701 року вона написала і у травні 1702 року опублікувала «Захист Розвідки про людське розуміння» Джона Лока. З Локом її пов'язували дружні стосунки. Ця книга зацікавила Готфріда Лейбніца.
1704 року Троттер написала вірш з нагоди перемоги герцога Мальборо в битві під Бленхеймом. 1706 року вона написала ще один вірш на честь герцога Мальборо. Того ж року її трагедію під назвою «Революція у Швеції» показано в Королівському театрі на Геймаркеті.
1707 року, після глибоких роздумів і молитов, зреклася римсько-католицької віри і повернулася в лоно англіканської церкви. 1708 року одружилася з преподобним Патріком Кокберном (Patrick Cockburn). Сім'я оселилася в Лондоні.
Нічого не публікувала до 1724 року. 1732 року, живучи в Абердіні, вона написала «Вірші, породжені бюстами в Ермітажі королеви». В 1740-х роках опублікувала ще кілька полемічних творів на філософські теми.
Кетрін Тротер Кокберн померла 11 травня 1749 року в Лонґгорслі і похована поряд з чоловіком і молодшою дочкою.

## Філософські погляди
Кетрін Троттер Кокберн дотримувалася антропоцентричного погляду на мораль, захищаючи ідею про те, що людські істоти від початку істоти раціональні та суспільні. Основу моралі слід шукати в самій людській природі. Найкращою релігією вона вважала знання свого обов'язку та його практичне виконання.

## Видання
- Olinda's Adventures; or, The Amours of a Young Lady, in volume 1 of Letters of Love and Gallantry and Several Other Subjects. (London: Printed for Samuel Briscoe, 1693)
- Agnes de Castro, A Tragedy. (London: Printed for H. Rhodes, R. Parker & S. Briscoe, 1696).
- Fatal Friendship. A Tragedy. (London: Printed for Francis Saunders, 1698).
- Love at a Loss, or, Most Votes Carry It. A Comedy. (London: Printed for William Turner, 1701).
- The Unhappy Penitent, A Tragedy. (London: Printed for William Turner & John Nutt, 1701).
- A Defence of Mr. Lock's [sic.] Essay of Human Understanding. (London: Printed for Will. Turner & John Nutt, 1702).
- The Revolution of Sweden. A Tragedy. (London: Printed for James Knapton & George Strahan, 1706).
- A Discourse concerning a Guide in Controversies, in Two Letters. (London: Printed for A. & J. Churchill, 1707).
- A Letter to Dr. Holdsworth, Occasioned by His Sermon Preached before the University of Oxford. (London: Printed for Benjamin Motte[en], 1726).
- Remarks Upon the Principles and Reasonings of Dr. Rutherforth's Essay on the Nature and Obligations of Virtue. (London: Printed for J. & P. Knapton, 1747). Against Thomas Rutherforth[en].
- The Works of Mrs. Catharine Cockburn, Theological, Moral, Dramatic, and Poetical. 2 vols. (London: Printed for J. & P. Knapton, 1751)